# 昂戈维尔
昂戈维尔（法語：Angoville，法語發音：[ɑ̃ɡɔvil] ⓘ）是法国卡尔瓦多斯省的一个旧市镇，属于卡昂区。2019年，昂戈维尔与临近的4个市镇合并为新市镇塞尼莱苏尔斯。

## 地理
昂戈维尔（48°56'42"N, 0°22'43"W）面积3.72 平方千米，位于法国诺曼底大区卡爾瓦多斯省，该省份为法国西北部沿海省份，北濒大西洋英吉利海峡，东北与滨海塞纳省以海上边界相接，东临厄尔省，南至奧恩省，西与芒什省接壤。
与昂戈维尔接壤的市镇（或旧市镇、城区）包括：阿克维尔、博讷伊、多奈、马尔坦维尔、梅莱。

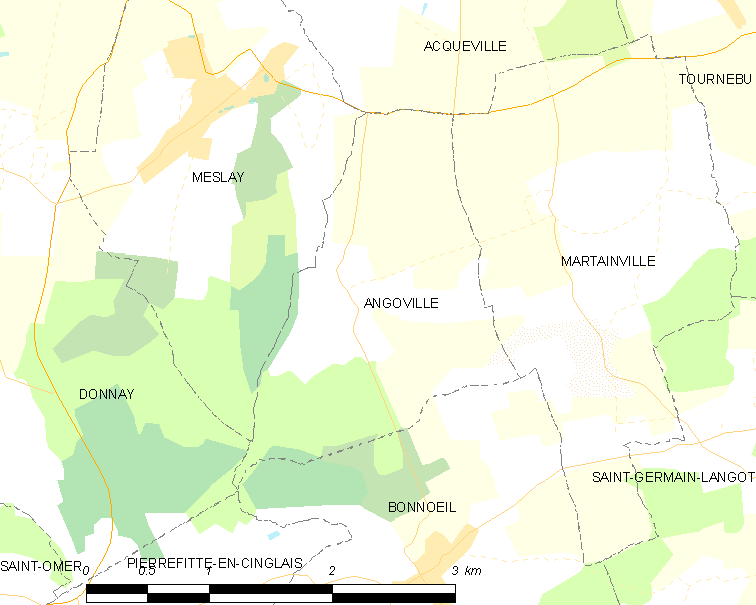
昂戈维尔的OSM定位图

昂戈维尔的时区为UTC+01:00、UTC+02:00（夏令时）。

## 行政
昂戈维尔的邮政编码为14220，INSEE市镇编码为14013。

## 政治
昂戈维尔所属的省级选区为勒奥姆县。

## 人口

1962-2008年间昂戈维尔人口变化图示

昂戈维尔于2018年1月1日时的人口数量为25人。